# Grégory Barbier
Pour les articles homonymes, voir Barbier.
Grégory Barbier (né le 6 février 1972 à Calais,) est un coureur cycliste français.

## Biographie
Grégory Barbier prend sa première licence à Coquelles. Ses bons résultats régionaux lui permettent de rejoindre le centre de formation de Wasquehal en 1992. Il effectue son service militaire au Bataillon de Joinville, et intègre l'équipe de France amateurs. 
En 1995, licencié au VC Roubaix, il se distingue au plus haut niveau amateur en obtenant sept victoires. L'année suivante, il évolue sous les couleurs de l'UVC Calais, avec lequel il s'impose sur de nouvelles courses comme les Boucles de l'Essonne. En fin de saison, il devient stagiaire au sein de l'équipe belge Cédico-Ville de Charleroi, qui évolue en deuxième division. Il ne parvient cependant pas à décrocher un contrat professionnel. 
De retour au VC Roubaix en 1997, il continue à engranger les succès en remportant notamment des étapes au Ruban granitier breton, au Tour de Navarre et au Tour de la Somme. En 1998, il rejoint le VC Saint-Quentin. Vainqueur de Paris-Connerré ou d'une étape de la Ronde de l'Oise, il passe finalement professionnel l'année suivante dans la petite équipe Saint-Quentin-Oktos-MBK, créée à l'initiative de son club. Son meilleur classement est une cinquième place au Tour du Loir-et-Cher.
En 2000, il est recruté par la formation Ville de Charleroi-New Systems, quatre ans après y avoir été stagiaire. Après une autre saison passée dans l'équipe, il n'est pas conservé par ses dirigeants. Grégory Barbier redescend alors chez les amateurs en 2002 au club Dunkerque-Dûnes de Flandre, où il termine sa carrière.

## Palmarès
- 1992
  - Boucles du Finistère
- 1994
  - 1re étape du Grand Prix Liberté-Dimanche
  - 2e étape du Tour de Seine-et-Marne
  - 2e du Grand Prix de Beuvry-la-Forêt
  - 3e du Circuit du Port de Dunkerque
- 1995
  - La Tramontane
  - Grand Prix de Lillers
  - Grand Prix de Pérenchies
  - Circuit du Port de Dunkerque
  - 1re étape du Tour de la Somme
  - 3e du Grand Prix des Flandres françaises
- 1996
  - Grand Prix de La Londe-les-Maures
  - Boucles de l'Essonne :
    - Classement général
    - 3e étape (contre-la-montre)

  - 1re étape du Tour du Pas-de-Calais
  - 2e et 3e épreuves de la Ronde des Vosges
  - Prix de Flavy-le-Martel
  - 2e de Paris-Troyes
  - 2e du Circuit du Port de Dunkerque
  - 3e du Grand Prix de Cannes
  - 3e du Tour du Pas-de-Calais
  - 3e du Chrono des Herbiers espoirs
- 1997
  - 4e et 5e étapes du Ruban granitier breton
  - Grand Prix de Lys-lez-Lannoy
  - 6e étape du Tour de Navarre
  - Grand Prix des Marbriers
  - 2e et 4e étapes du Tour de la Somme
  - Trio normand (avec Walter Bénéteau et Christian Blanchard)
  - 2e du Tour de la Somme
- 1998
  - 2e étape de la Ronde de l'Oise
  - Prix Gabriel Dubois
  - Prix de la Braderie à Saint-Quentin
  - Paris-Connerré